# Congrogadus amplimaculatus
Congrogadus amplimaculatus är en fiskart som först beskrevs av Winterbottom, 1980.  Congrogadus amplimaculatus ingår i släktet Congrogadus och familjen Pseudochromidae. IUCN kategoriserar arten globalt som otillräckligt studerad. Inga underarter finns listade i Catalogue of Life.